# Emich Christian (Leiningen-Dagsburg)
Emich Christian von Leiningen-Dagsburg (* 29. März 1642 auf der Dagsburg; † 27. April 1702) war durch Abstammung Graf von Leiningen und Dagsburg und durch Erbe Herr von Broich, Oberstein und Bürgel.

## Leben
Emich Christian war ein Sohn des Grafen Emich XIII. von Leiningen-Dagsburg (1612–1658) und Gräfin Dorothea von Waldeck-Wildungen (1617–1661).
Nach dem Tod seines Schwiegervaters Wilhelm Wirich von Daun-Falkenstein im Jahr 1682 nahm Emich Christian Besitz von dessen Hinterlassenschaft. Am 8. Oktober wurde er von Kurfürst Johann Wilhelm von der Pfalz mit der Herrschaft Broich belehnt.
Im März 1688 entschied Johann Wilhelm von der Pfalz wegen Erbstreitigkeiten zugunsten Emich Christians Neffen Johann Karl August von Leiningen-Dagsburg.

## Ehe und Nachkommen
Emich Christian heiratete am 17. Juli 1664 in Falkenstein Christiane Luise (1640–1717), eine Tochter von Graf Wilhelm Wirich von Daun-Falkenstein und Gräfin Elisabeth von Waldeck (1610–1647). Sie hatten folgende Nachkommen:
- Elisabeth Dorothea (* 11. Juni 1665; † 1722) ⚭ 19. Oktober 1692 Moritz Hermann von Limburg-Styrum (1664–1703)
- Friedrich († 1709)

| Vorgänger                           | Amt                                 | Nachfolger                                |
| ----------------------------------- | ----------------------------------- | ----------------------------------------- |
| Wilhelm Wirich von Daun-Falkenstein | Herr zu Broich und Bürgel 1682–1688 | Johann Karl August von Leiningen-Dagsburg |
| Wilhelm Wirich von Daun-Falkenstein | Herr von Oberstein 1682–1702        | Elisabeth Dorothea von Leiningen-Dagsburg |

| Personendaten    | Personendaten                                   |
| ---------------- | ----------------------------------------------- |
| NAME             | Emich Christian                                 |
| ALTERNATIVNAMEN  | Leiningen-Dagsburg, Emich Christian von         |
| KURZBESCHREIBUNG | Graf von Leiningen-Dagsburg und Herr von Broich |
| GEBURTSDATUM     | 29. März 1642                                   |
| GEBURTSORT       | Dagsburg                                        |
| STERBEDATUM      | 27. April 1702                                  |